# 28 cm 12 구경장 곡사포

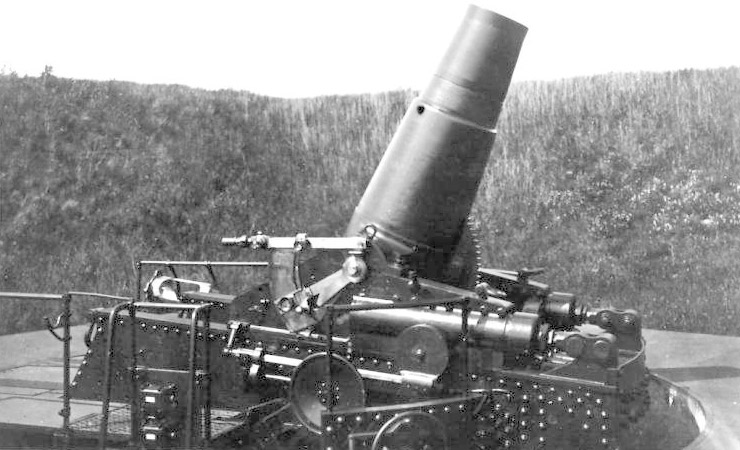

28 cm 12 구경장 곡사포(독일어: 28-cm-Haubitze L/12)는 독일의 해안포 겸 공성포 용도의 거대 곡사포다. 1890년 크루프에서 개발하여 양차 대전에서 모두 운용되었다.